# Jāņu siers

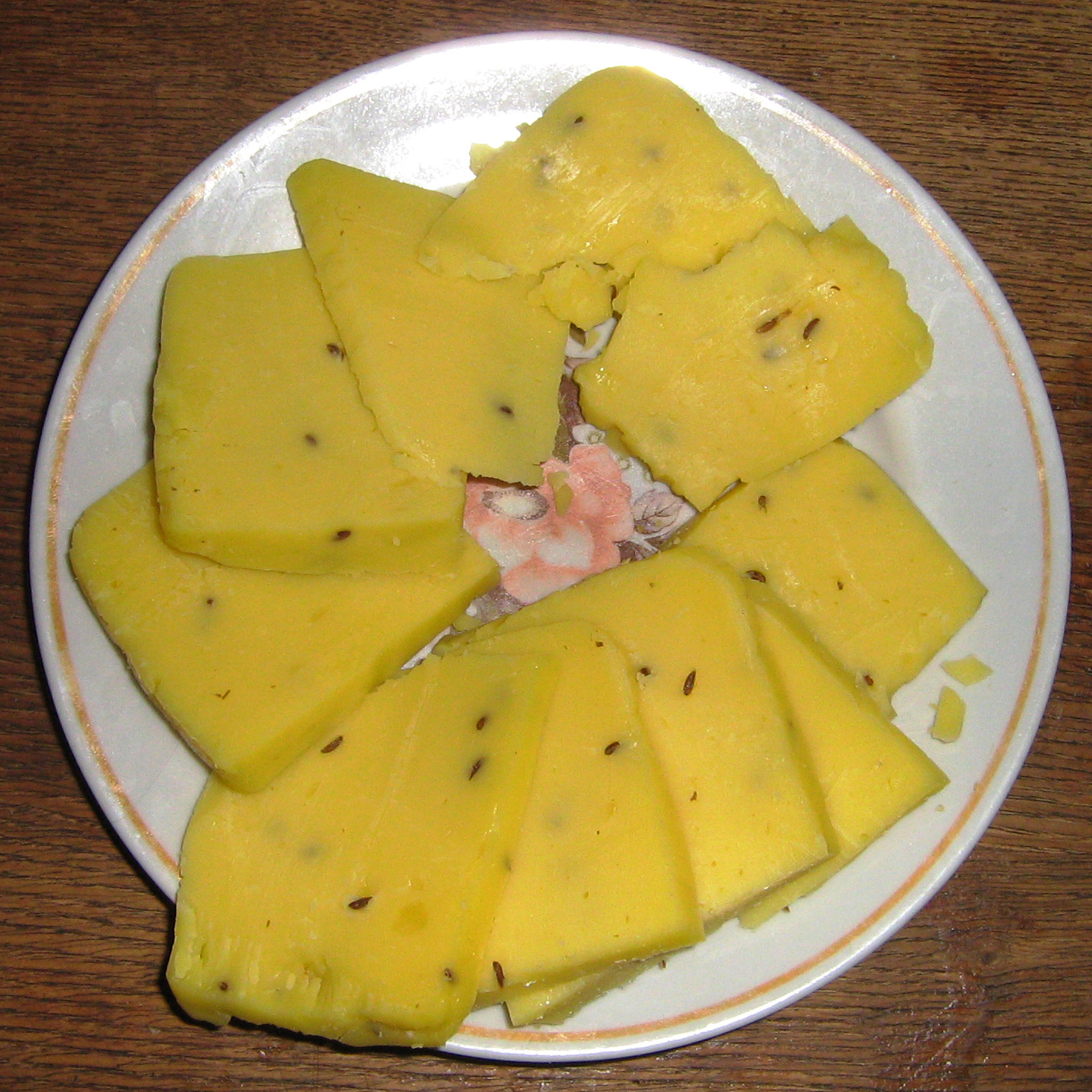
Plastry sera świętojańskiego

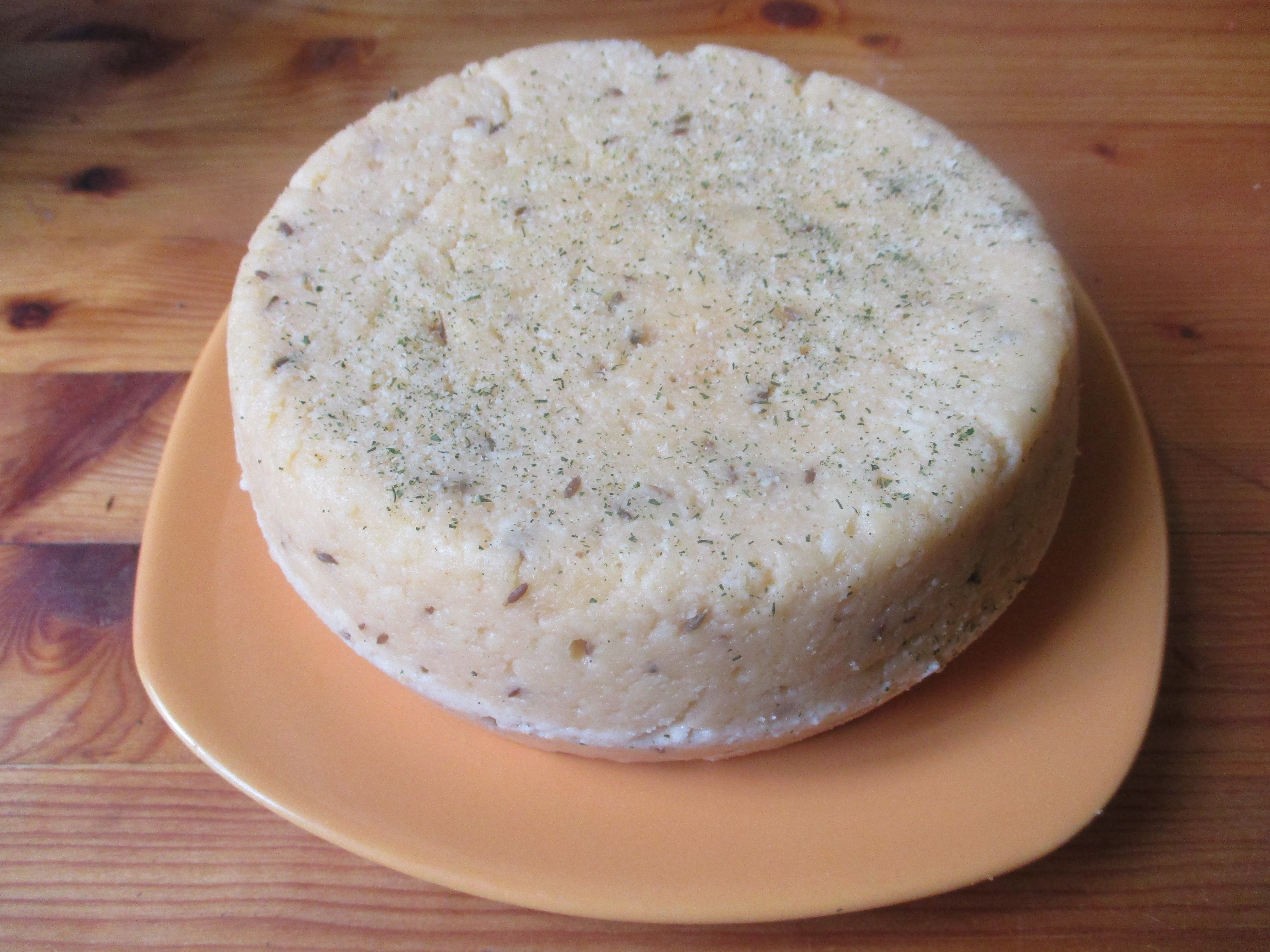
Krążek Jāņu siers domowego wyrobu

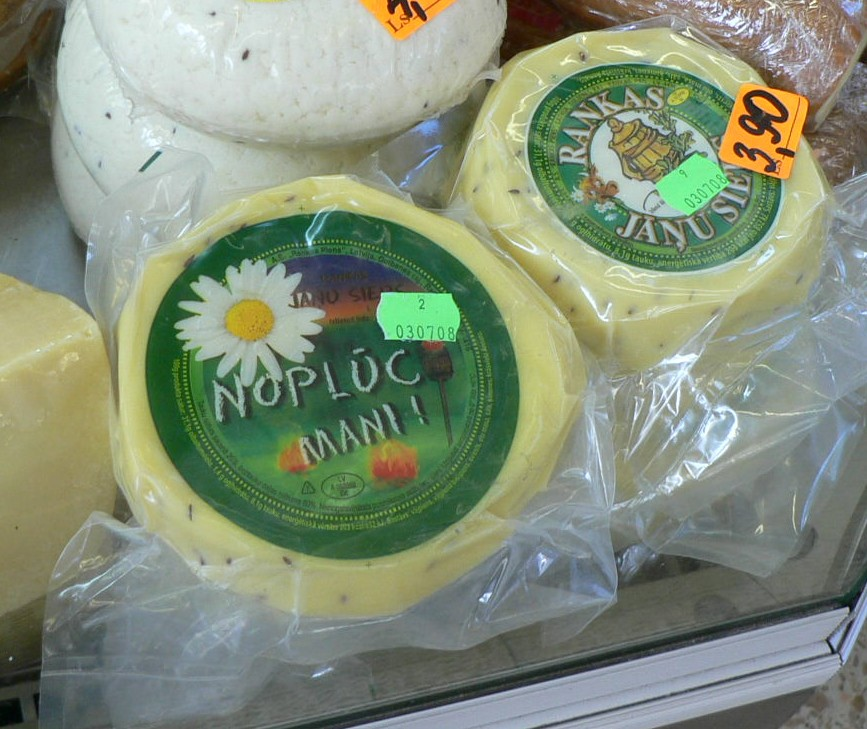
Kupne sery świętojańskie

Jāņu siers, ser świętojański, znany też pod nazwą ser kminkowy (łot. ķimeņu siers) – gatunek sera z kwaśnego mleka krowiego z dodatkiem nasion kminku, tradycyjnie spożywany na Łotwie w okresie Jāņi – święta letniego przesilenia. Wyrób ten stał się jednym z symboli kultury i tożsamości łotewskiej.

## Charakterystyka
Jāņu siers należy do serów kwasowych, wytwarza się go na bazie kwaśnego mleka krowiego. W smaku jest mleczno-kwaskowaty, słonawy z wyraźną nutą kminku, również jego zapach jest opisywany jako mleczno-kwaskowaty z wyraźnym aromatem kminku stanowiącego tradycyjny dodatek. Zabarwieniem może przybierać różne odcienie żółci, od jaśniejszego do ciemniejszego, i ma kształt spłaszczonego walca o średnicy 8–30 cm i wysokości 4–6 cm. Ser jest miękki i elastyczny, o zwartej, jednorodnej lub lekko ziarnistej konsystencji, z nasionami kminku równomiernie rozmieszczonymi w całej masie, niekiedy z widocznymi w przekroju drobnymi szparkami. Według opisu na potrzeby certyfikacji unijnej, zawartość tłuszczu w suchej masie sera nie powinna przekraczać 30%, maksymalna zawartość wody to 58%, a soli 1,2–1,8%.

## Historia i tradycje
Wyrób sera świętojańskiego ma na Łotwie długą tradycję i jest bogato udokumentowany w źródłach. Przepis na Jāņu siers został m.in. zawarty już w wydanej w 1796 roku w Jełgawie książce kucharskiej w języku łotewskim pt. Latviešu pavāru grāmata; Muižas pavāriem par mācību visādus ēdienus gardi sataisīt un savārīt.
Jāņu siers tradycyjnie spożywany jest w okresie przesilenia letniego, a jego okrągły kształt i barwa w odcieniach żółci nawiązują do symboliki solarnej: ser stanowi symboliczne przedstawienie Słońca oraz kreatywnej mocy jego energii. Częstując się kawałkami pokrojonego sera, biesiadnicy w sposób symboliczny pożywiają się więc energią słoneczną. Ser symbolizuje również obfitość produktów mlecznych.
Wiele z ludowych pieśni łotewskich (dain) zebranych przez Krišjāņisa Baronsa w opracowaniu pt. Latvju dainas (1894–1915) przedstawia rytuał wiązania Jāņu siers: podczas wyrobu ser zawija się w płócienną tkaninę w taki sposób, aby jej fałdy utworzyły na powierzchni sera równomiernie rozmieszczone wgniecenia przypominające promienie słońca, a węzeł wypadał na środku serowego kręgu. Podobnie ukształtowany ser przypomina również wyglądem koło wozu. 
Do tradycji, również współcześnie, należy obdarowywanie gości serem świętojańskim, przez co ma on przynieść obdarowanemu dobrobyt na kolejny rok. Spożywanie Jāņu siers podczas święta Jāņi ma też zapewnić zdrowie krowom, natomiast picie piwa jęczmiennego – dawać siłę koniom.
Ser ten często serwuje się jako dodatek do piwa, zarówno jasnego, jak i ciemnego. Można go podawać z masłem i miodem, jak również zapiec na kolor brązowy po posmarowaniu masłem.

## Certyfikacja
W dniu 17 listopada 2015 roku Jāņu siers został wpisany do europejskiego rejestru produktów ze znakiem Gwarantowanej Tradycyjnej Specjalności (GTS).